# Astronesthes zetgibbsi
Astronesthes zetgibbsi és una espècie de peix de la família dels estòmids i de l'ordre dels estomiformes.

## Morfologia
- Les femelles poden assolir 10,3 cm de longitud total.[3]

## Hàbitat
És un peix marí i d'aigües subtropicals que viu entre 40-120 m de fondària.

## Distribució geogràfica
Es troba al Pacífic sud.